# Günter Aedtner
Günter Aedtner (* 16. Juli 1944) ist ein ehemaliger deutscher Fußballspieler. In der DDR-Oberliga, der höchsten Spielklasse im DDR-Fußball, spielte er zwischen 1965 und 1970 für den SC Dynamo Berlin und den BFC Dynamo.

## Sportliche Laufbahn
In der Saison 1962/63 bestritt Günter Aedtner seine ersten Spiele im landesweiten DDR-Fußball. Für die Ost-Berliner SG Dynamo Hohenschönhausen absolvierte er in der zweitklassigen DDR-Liga 18 von 26 Punktspielen und erzielte dabei sechs Tore. Auch in den folgenden beiden Spielzeiten gehörte er mit 19 bzw. 25 Punktspieleinsätzen sowie fünf und sieben Toren zum Stammpersonal der Mannschaft. Zur Saison 1965/66 übernahm der Spitzenklub der Sportvereinigung Dynamo, der SC Dynamo Berlin, Aedtner für seine Oberligamannschaft. In den 26 Oberligaspielen dieser Saison, in der Anfang 1966 die Fußballsektion in den neu gegründeten BFC Dynamo überführt wurde, kam Aedtner 17-mal zum Einsatz, der mit seinen fünf Treffern auch in der Spitzenliga seine Torgefährlichkeit bewies. In der Spielzeit 1966/67 schoss Aedtner in der Oberliga vier Tore, konnte aber nur in neun Spielen der Hinrunde eingesetzt werden. Danach musste er verletzungsbedingt pausieren und der BFC stieg in die DDR-Liga ab. Dort spielte Aedtner nur am ersten Spieltag, an dem ihm auch noch ein Tor gelang. Nachdem der BFC den sofortigen Wiederaufstieg geschafft hatte, konnte Aedtner seine Verletzungsmisere vorerst überwinden und bestritt vom 7. Spieltag an alle restlichen 20 Oberligaspiele, in denen er vier Tore erzielte. Auch in der Spielzeit 1969/70 wurde er bis zum 17. Spieltag regelmäßig als Stürmer eingesetzt und reihte sich wie immer in die Liste der Torschützen ein, wie in der Vorsaison mit vier Treffern. Am 17. Spieltag musste er verletzt ausgewechselt werden, danach kam er noch einmal als Einwechselspieler für zehn Minuten zum Einsatz. In der Folgezeit musste er wieder mehrere Wochen pausieren. Für die Saison 1970/71 wurde er nur noch für die 2. Mannschaft nominiert, mit der er aber auch nur drei Spiele in der DDR-Liga absolvierte. Seinen Abschied aus der Oberliga vollzog Aedtner am 5. Spieltag mit seinem einzigen Einsatz der Saison, bei dem er in der 66. Minute als Einwechselspieler auf das Feld kam. Angesichts dieser Entwicklung sah die BFC-Leitung keine Perspektive mehr und entließ Aedtner.
Dieser schloss sich der Betriebssportgemeinschaft (BSG) Motor Eberswalde an, die 1971/72 in der drittklassigen Bezirksliga Frankfurt (Oder) spielte. Dort war Aedtner bis zum Ende der Spielzeit 1980/81 aktiv. In seiner ersten Saison verhalf er der Mannschaft zum Aufstieg in die DDR-Liga, musste danach aber zweimal wieder absteigen, sodass er in Eberswalde insgesamt auf sieben Zweitliga-Spielzeiten kam. Er fasste dort sofort wieder Fuß und gehörte in jeder Spielzeit zur Stammelf. Zwischen 1974 und 1978 war er viermal Torschützenkönig der BSG Motor. Von 154 DDR-Liga-Spielen in Aedtners Eberswalder Zeit bestritt dieser 151 Partien. Auch als er 1980 als 36-Jähriger in seine letzte DDR-Liga-Saison ging, versäumte er nur ein Punktspiel. Als er danach seine Laufbahn im höherklassigen Fußball beendete, konnte er nach elf Jahren auf 65 Oberligaspiele mit 17 Toren und 223 DDR-Liga-Spiele mit 65 Toren zurückblicken.